# Aureoboletus moravicus
Aureoboletus moravicus är en sopp i familjen Boletaceae.

## Förekomst
Den förekommer spridd i Europa, framförallt i de sydligare delarna. Den har uppgivits för Sverige, men är ej säkert påträffad. Den bildar ektomykorrhiza med lövträd, huvudsakligen ekar, men även lindar och avenbok..

## Kännetecken
Hatten blir upp till 8 cm i diameter. Hatthuden är gulockra till kopparbrun, fint sammetsluden, åtminstone som ung, och spricker snart upp. Porerna är gula och blånar ej. Foten av samma färg som hatten, eller något ljusare, med ribbor eller med ett mörkare grovt nätmönster. Köttet är blekt (brunaktigt just under hatthuden och ovanför porerna) och missfärgas ej i snittytor. Lukten skall vara karaktäristisk och har beskrivits som kanelartad eller som en blandning av dill, kokos och vanilj. Svampen påminner om Xerocomus subtomentosus, men har vitare kött i foten och bredare sporer. Brunsoppen har blånande kött.

## Taxonomi
Arten beskrevs som Boletus moravicus av Václav Vacek 1946. År 1964 fördes den över till Xerocomus av Josef Herink och därifrån flyttades den till Aureoboletus av Wolfgang Klofac 2010 på molekylärfylogenetiska grunder. I den svenska databasen Dyntaxa används fortfarande (2018) namnet Xerocomus moravicus.
Artnamnet betyder "från Mähren" (som heter Moravia på latin) och anspelar på att den först beskrevs från denna tjeckiska provins.